# Malakoff

Malakoff este o comună în departamentul Hauts-de-Seine, Franța. În 2009 avea o populație de 30.988 de locuitori.

## Educație
- École nationale de la statistique et de l'administration économique